# Netedat

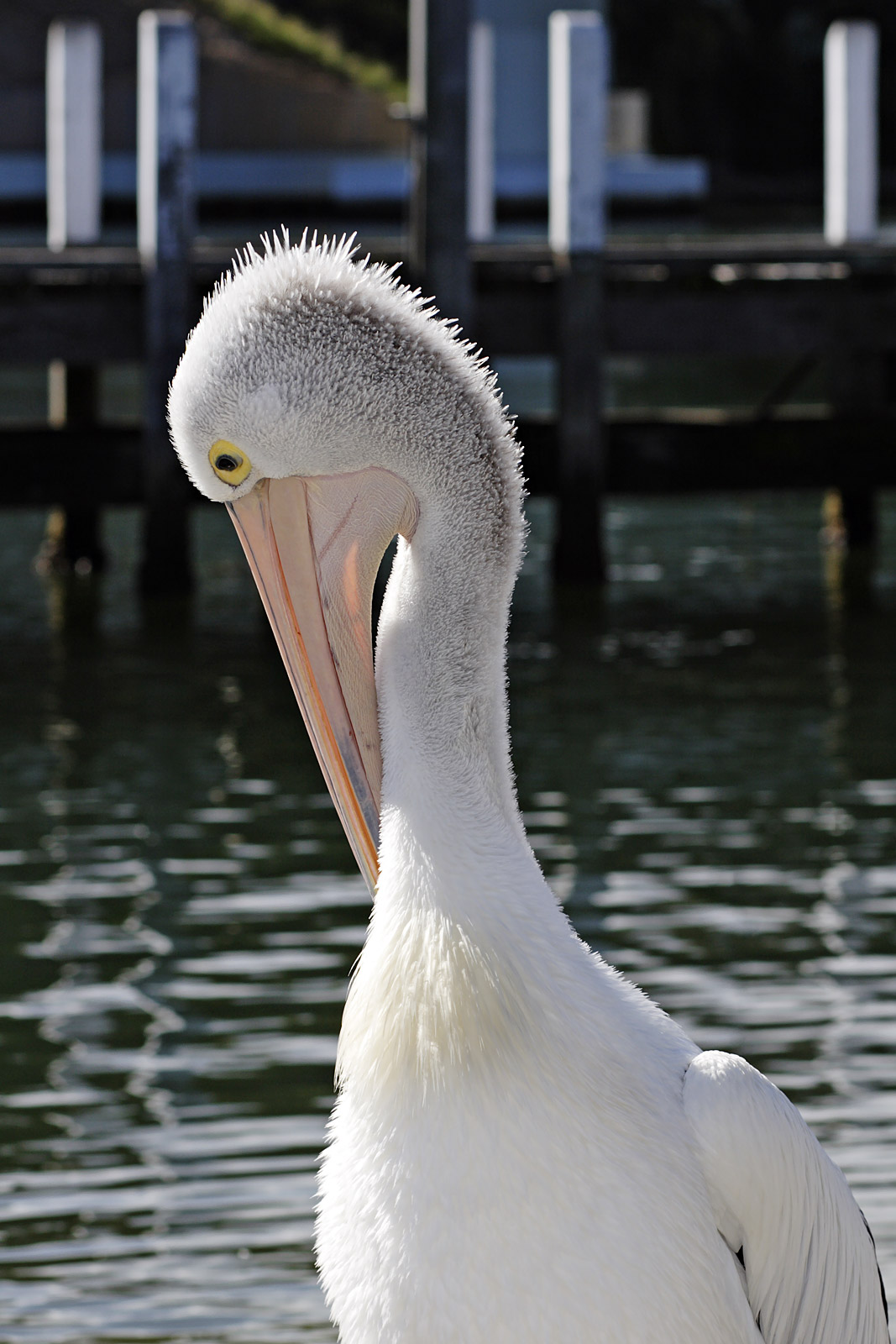
Pelicà netejant-se.

La netedat és l'absència de brutícia. És la qualitat de net.

## Neteja
Per aconseguir la netedat cal eliminar tota mena de brutícia; a l'acció d'eliminar la brutícia se l'anomena netejar o fer neteja
El propòsit de la neteja és disminuir o exterminar els microorganismes en la pell i en els mobles, és a dir en objectes animats i inanimats, evitant també olors desagradables.

## Rentat
El rentat és una de les formes d'aconseguir la netedat, usualment amb aigua més algun tipus de sabó o detergent. En temps més recents, des de la teoria microbiana de la malaltia, també es refereix a l'absència de gèrmens.
En la indústria, certs processos, com els relacionats amb la manufactura de circuits integrats, requereixen condicions excepcionals de netedat que són aconseguides mitjançant el treball en sales blanques.